# Thomas M. Fischer
Thomas M. Fischer (* 1961 in München) ist ein deutscher Wirtschaftswissenschaftler. Er ist seit 2006 Inhaber des Lehrstuhls für Betriebswirtschaftslehre, insbesondere Rechnungswesen und Controlling, am Fachbereich Wirtschafts- und Sozialwissenschaften der Rechts- und Wirtschaftswissenschaftlichen Fakultät der Friedrich-Alexander-Universität Erlangen-Nürnberg. Fischer forscht in den Gebieten Digital Controlling, Management Reporting und Führung von Shared Services.

## Werdegang
Fischer studierte nach einer Ausbildung zum Industriekaufmann von 1983 bis 1988 Wirtschaftswissenschaften (BWL) an der Universität Augsburg. Nach einer Tätigkeit als Wissenschaftlicher Mitarbeiter bei Adolf G. Coenenberg promovierte er 1992 zum Dr. rer. pol. an der Universität Augsburg. Als Post-Doc war er 1995 Visiting Research Scholar an der University of Virginia, Charlottesville (USA). Er habilitierte sich 1997 als DFG-Habilitationsstipendiat und erhielt von der Universität Augsburg die Venia Legendi für Betriebswirtschaftslehre. Seine Habilitationsschrift wurde nicht veröffentlicht.
Fischer wurde an verschiedene Universitäten berufen: Von 1997 bis 2002 war er Inhaber des Lehrstuhls für Unternehmensrechnung und Controlling, Revisions- und Treuhandwesen an der Handelshochschule Leipzig. In 2000 erhielt Fischer einen Ruf an die Heinrich-Heine-Universität, Düsseldorf, den er ablehnte. Danach war Fischer von 2003 bis 2006 Inhaber des Lehrstuhls für ABWL, Controlling und Wirtschaftsprüfung an der Katholischen Universität Eichstätt-Ingolstadt. Dort war er verantwortlich für den Aufbau und die Leitung des ersten Studiengangs „BWL-Wirtschaftsprüfung“. In den Jahren 2013 bis 2015 war Fischer Gastprofessor mit Lehrauftrag an der Universität St. Gallen (Schweiz). Ferner war er Visiting Research Professor an der Tuck Business School des Dartmouth College, Hanover (New Hampshire, USA).

## Funktionen und Ämter
Fischer leitete beim DRSC von 2002 bis 2004 die Arbeitsgruppe für den DRS 15 „Lageberichterstattung“. Von 2013 bis 2015 koordinierte er die Aktivitäten der „World Intellectual Capital Initiative (WICI)“ in Deutschland (gemeinsam mit Robert Obermaier). Fischer ist Mitglied in internationalen und nationalen akademischen Vereinigungen u. a. European Accounting Association, American Accounting Association und Verband der Hochschullehrer für Betriebswirtschaft, dessen Kommission „Rechnungswesen“ er von 2015 bis 2016 leitete. Weiterhin ist er Gründungsmitglied und wissenschaftlicher Leiter des Arbeitskreises „Shared Services“ (seit 2011) bei der Schmalenbach-Gesellschaft für Betriebswirtschaft e.V. Dort fungiert er auch als Mitglied des Beirates und war berufenes Mitglied im Arbeitskreis „Finanzierungsrechnung“. Fischer bekleidet ab dem 1. Oktober 2022 das Amt des Dekans für die Rechts- und Wirtschaftswissenschaftliche Fakultät der Friedrich-Alexander-Universität Erlangen-Nürnberg. Zugleich ist er Sprecher des Fachbereichs Wirtschafts- und Sozialwissenschaften.

## Veröffentlichungen
Fischer hat eine Vielzahl von wissenschaftlichen Beiträgen in namhaften referierten Zeitschriften und Buchpublikationen veröffentlicht. Sein 1991 erschienener Beitrag „Prozeßkostenrechnung – Strategische Neuorientierung im Rechnungswesen“ (zusammen mit Adolf G. Coenenberg) gehört zu den am häufigsten zitierten Controlling-Aufsätzen. Fischer ist Ko-Autor von Lehrbüchern, wie des Lehrbuchs „Kostenrechnung und Kostenanalyse“ (zusammen mit Adolf G. Coenenberg und Thomas Günther) und des Lehrbuchs „Controlling“ (zusammen mit Klaus Möller und Wolfgang Schultze).

## Veröffentlichungen (Auswahl)
- mit Kai-Eberhard Lueg (Hrsg.): Erfolgreiche Digitale Transformation von Shared Services. Zeitschrift für betriebswirtschaftliche Forschung (ZfbF). Sonderheft. Nr. 74, Wiesbaden 2020.
- mit Marcell Vollmer (Hrsg.): Erfolgreiche Führung von Shared Services. Zeitschrift für betriebswirtschaftliche Forschung (ZfbF). Sonderheft. Nr. 70. Wiesbaden 2017.
- mit Adolf G. Coenenberg und Thomas Günther: Kostenrechnung und Kostenanalyse. 9. Auflage. Stuttgart 2016.
- mit Klaus Möller und Wolfgang Schultze: Controlling – Grundlagen, Instrumente, Perspektiven. 2. Auflage. Stuttgart 2015.
- mit Inge Wulf (Hrsg.): Wissensbilanzen im Mittelstand – Kapitalmarktkommunikation, Immaterielle Werte, Lageberichterstattung, Integrated Reporting und XBRL. Stuttgart 2013.